# Nectar (album)
Nectar è il secondo album in studio del cantante giapponese Joji, pubblicato il 25 settembre 2020 per 88 rising.
Anticipato dai singoli Sanctuary, Run, Gimme Love e Daylight, presenta ospiti come Benee, Lil Yachty, Omar Apollo, Yves Tumor e Rei Brown.

## Antefatti
Nectar è stato annunciato per la prima volta tramite il video musicale di Gimme Love, pubblicato il 16 aprile 2020. La data originaria di pubblicazione era stata fissata al 10 luglio 2020; tuttavia, il 12 giugno Joji ha annunciato uno slittamento della pubblicazione, stabilendo la nuova data al 25 settembre causa pandemia di COVID-19.

## Tracce
1. Ew – 3:27 (testo: George Miller, Daniel Tannenbaum, Tyler Mehlenbacher, Craig Balmoris, Lucas Szulansky, Antoine Norwood, Daniel Krieger, Stuart Johnson – musica: Bekon, The Donuts)
2. Modus – 3:27 (testo: Miller, Ajay Bhattacharyya – musica: Stint)
3. Tick Tock – 2:12 (testo: Miller, Lawrence Jung – musica: West1ne)
4. Daylight (con Diplo) – 2:43 (testo: Miller, Thomas Wesley Pentz, Maximillian Jaeger, Sarah Aarons, Greg Kurstin – musica: Diplo, Jaeger, Kurstin)
5. Upgrade – 1:29 (testo: Miller, Rickard Göransson, Tobias Karlsson, James Alan Ghaleb – musica: Joji, Rickard Göransson, Tobias Karlsson, James Alan Ghaleb)
6. Gimme Love – 3:34 (testo: George Miller, Daniel Tannenbaum, Sergiu Gherman, Tyler Mehlenbacher e Daniel Krieger – musica: Miller, Bēkon e The Donuts)
7. Run – 3:15 (testo: Miller, Justin Parker e Daniel Wilson – musica: Miller e Parker)
8. Sanctuary – 3:00 (testo: Miller, Daniel Wilson, Luke Niccoli e Justin Raisen – musica: Justin Raisen)
9. High Hopes (feat. Omar Apollo) – 3:02 (testo: Miller, Omar Velasco, Wilson, Tannenbaum, Mehlenbacher – musica: Bekon, The Donuts)
10. Nitrous – 2:11 (testo: Miller, Michael Volpe, Rogét Chahayed – musica: Clams Casino, Rogét Chahayed)
11. Pretty Boy (feat. Lil Yachty) – 2:36 (testo: Miller, Miles McCollum, Patrick Wimberly, John Durham – musica: Patrick Wimberly, John Durham)
12. Normal People (feat. Rei Brown) – 2:46 (testo: Miller, Ray Brown, Isaac Sleator – musica: Miller, Isaac Sleator)
13. Afterthought (feat. Benee) – 3:14 (testo: Miller, Stella Bennett, Wilson, Sleator – musica: Miller, Sleator)
14. Mr. Hollywood – 3:22 (testo: Miller, Kenneth Blume III, Jung – musica: Miller, Kenny Beats, West1ne)
15. 777 – 3:01 (testo: Miller, A. Norwood, Stephen Norwood, Deon Knight Jr., Daniel Dalexis – musica: Suburban Plaza, Lentz Martin)
16. Reanimator (feat. Yves Tumor) – 3:03 (testo: Miller, Yves Tumor, Jacob Reske – musica: Reske)
17. Like You Do – 4:00 (testo: Miller, Chelsea Lena, Kacy Hill, Kurtis McKenzie, Linden Jay, Josh Taffel – musica: Kurtis McKenzie, Linden Jay, Josh Taffel)
18. Your Man – 2:43 (testo: Miller, Alexander Kotz, James Stack – musica: Jim-E Stack)

## Classifiche
| Classifica (2020) | Posizione massima |
| ----------------- | ----------------- |
| Australia         | 1                 |
| Austria           | 20                |
| Belgio (Fiandre)  | 22                |
| Belgio (Vallonia) | 68                |
| Canada            | 4                 |
| Danimarca         | 15                |
| Finlandia         | 27                |
| Francia           | 49                |
| Germania          | 86                |
| Irlanda           | 11                |
| Islanda           | 11                |
| Italia            | 97                |
| Lituania          | 2                 |
| Nuova Zelanda     | 2                 |
| Paesi Bassi       | 21                |
| Regno Unito       | 6                 |
| Spagna            | 25                |
| Stati Uniti       | 3                 |
| Svezia            | 17                |
| Svizzera          | 42                |